# Nagykirva
Nagykirva (ukránul: Крива [Kriva]) falu Ukrajnában, Kárpátalján, a Técsői járásban.

## Fekvése
Técsőtől északkeletre, Kiskirvával szemben, a Tarac bal partján fekvő település.

## Története
Nagykirva (Kirva) nevét 1373-ban, majd 1415-ben említette először oklevél.
Nagykirva a Kirvai család birtoka volt a Tarac túlsó partján fekvő Bélavárral együtt, melynek mai neve Kiskirva.
1910-ben 946 lakosa volt, melyből 6 magyar, 233 német, 707 ruszin volt. Ebből 712 görögkatolikus, 233 izraelita volt. A trianoni békeszerződés előtt Máramaros vármegye Taracvizi járásához tartozott.